# Abdul Rahman Muazzam Shah di Johor
Paduka Sri Sultan 'Abdu'l Rahman I Mu'azzam Shah ibni al-Marhum Sultan Mahmud Shah Alam (Isola Lingga, 1780 circa – Isola Lingga, 9 agosto 1832) è stato sultano di Johor dal 1811 al 1819 e di Riau-Lingga dal 1811 al 1832.

## Primi anni di vita
Abdul Rahman Muazzam Shah di Johor, conosciuto come Tengku Juma'at 'Abdu'l Rahman prima della sua ascesa al trono, nacque nell'isola Lingga nel 1780 circa ed era il secondo figlio del sultano Mahmud Shah III. Sua madre era Encik Mariam binti Dato' Hasan, figlia di un capo bugis.

## Sultano di Johor
La nomina di Tengku Abdul Rahman era fortemente sostenuta dagli olandesi e il 14 gennaio 1811 fu proclamato ufficialmente sovrano approfittando dell'assenza del fratellastro Hussein.
I britannici, che cominciavano in quegli anni a intervenire nell'area intorno a Singapore, avrebbero preferito vedere sul trono il fratellastro. Sottoposto a numerose pressioni, il 6 gennaio 1819 rinunciò alla corona.

## Sultano di Riau-Lingga
Poche settimane prima infatti gli olandesi avevano ottenuto dal Regno Unito la completa indipendenza del sultanato di Riau-Lingga e il monopolio dei commerci con esso. Fu incoronato il 27 novembre 1822 nell'isola Penyengat.

## Morte
Morì nell'isola Lingga il 9 agosto 1832 e fu sepolto nel cimitero reale di Bukit Cengah.